# Weka
O pacote de software Weka (Waikato Environment for Knowledge Analysis) começou a ser escrito em 1993, usando Java, na Universidade de Waikato, Nova Zelândia sendo adquirido posteriormente por uma empresa no final de 2006. O Weka encontra-se licenciado ao abrigo da General Public License sendo portanto possível estudar e alterar o respectivo código fonte.
O Weka tem como objectivo agregar algoritmos provenientes de diferentes abordagens/paradigmas na sub-área da inteligência artificial
dedicada ao estudo de aprendizagem de máquina.
Essa sub-área pretende desenvolver algoritmos e técnicas que permitam a um computador "aprender" (no sentido de obter novo conhecimento) quer indutiva quer dedutivamente.
O Weka procede à análise computacional e estatística dos dados fornecidos recorrendo a técnicas de mineração de dados tentando, indutivamente, a partir dos padrões encontrados gerar hipóteses para soluções e no extremos inclusive teorias sobre os dados em questão.